# Grandma's Boy (1922)
Grandma's Boy is een stomme film uit 1922 onder regie van Fred C. Newmeyer. Toen het scenario geschreven werd, was het de bedoeling dat het een ernstige film zou worden. Harold Lloyd veranderde het later in een komedie door middel van het toevoegen van humoristische scènes.

## Verhaal
De film draait om Sonny, een verlegen jongen die om hulp vraagt van zijn grootmoeder als hij voor de zoveelste keer gepest wordt. Zij geeft hem een soort amulet die ervoor zorgt dat hij moedig wordt als hij deze draagt.

## Rolverdeling
| Acteur            | Personage               |
| ----------------- | ----------------------- |
| Harold Lloyd      | Sonny (Grandma's Boy)   |
| Mildred Davis     | His Girl                |
| Anna Townsend     | His Grandma             |
| Charles Stevenson | His Rival/Union General |